# 스무위두저우

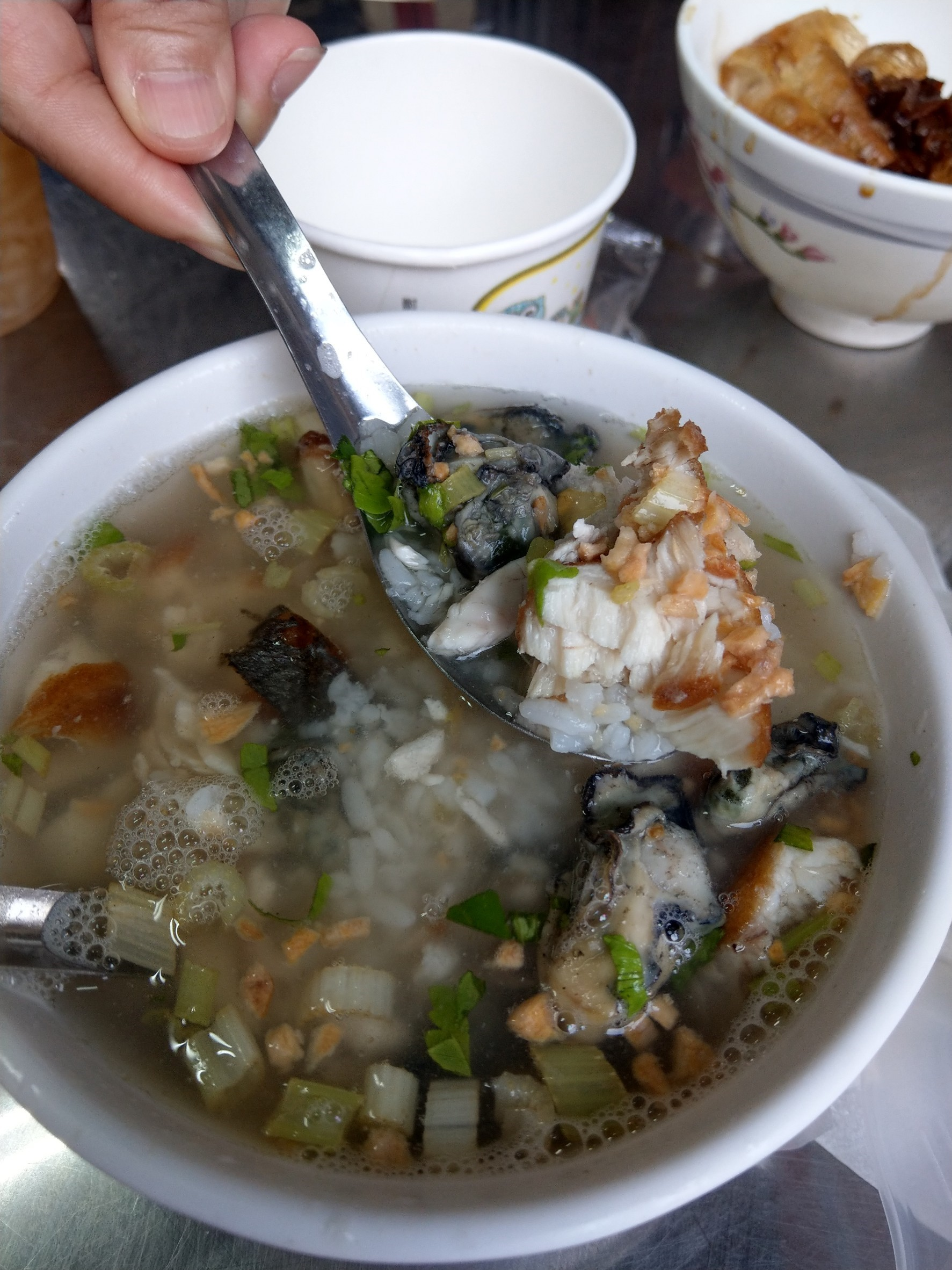

스무위두저우(중국어 간체자: 虱目鱼肚粥, 정체자: 虱目魚肚粥, 병음: shīmùyú dù zhōu)는 갯농어 뱃살을 곁들인 죽으로 구성된 대만식 아침 식사 요리이다. 이 요리는 일반적으로 후추와 다진 파와 함께 제공되며 종종 아침 식사로 먹는다. 타이난시에서 유래한 이 요리는 대만의 국가 요리 중 하나로 간주된다. 최근 이 요리가 미국에서 인기를 얻기 시작했다.

## 같이 보기
- 대만 요리